# Lertha extensa
Lertha extensa är en insektsart som först beskrevs av Olivier 1811.  Lertha extensa ingår i släktet Lertha och familjen Nemopteridae. Inga underarter finns listade i Catalogue of Life.